# 刀告乡
刀告乡，是中华人民共和国甘肃省甘南藏族自治州卓尼县下辖的一个乡镇级行政单位。

## 行政区划
刀告乡下辖以下地区：
贡巴村、龙多村和盘桥村。